# Miguel Pernía
Miguel Ángel Pernía Almao (ur. 1 listopada 2000 w Turén) – wenezuelski piłkarz występujący na pozycji lewego obrońcy, od 2022 roku zawodnik Carabobo.
Jego brat Henri Pernía również jest piłkarzem.